# Europe 2
Europe 2 är en fransk privat radiostation. Den startades 1986 av Patrick Fillioud och Marc Garcia.